# Bleijerheiderbeek
De Bleijerheiderbeek of Bleyerheider Bach is een beek in de Nederlandse provincie Limburg en Duitsland. De beek ligt in de gemeente Kerkrade aan de zuidoostkant van de wijk Bleijerheide.
De beek ontspringt op Duits grondgebied bij de Pannesheider Straße. Daarna stroomt het in oostnoordoostelijke richting op de plaats waar ongeveer de Nederlands-Duitse grens ligt om aldaar samen met de Crombacherbeek en de Amstelbach de Anstelerbeek te vormen.